# Chrysippe (mythologie)
Pour les articles homonymes, voir Chrysippe.

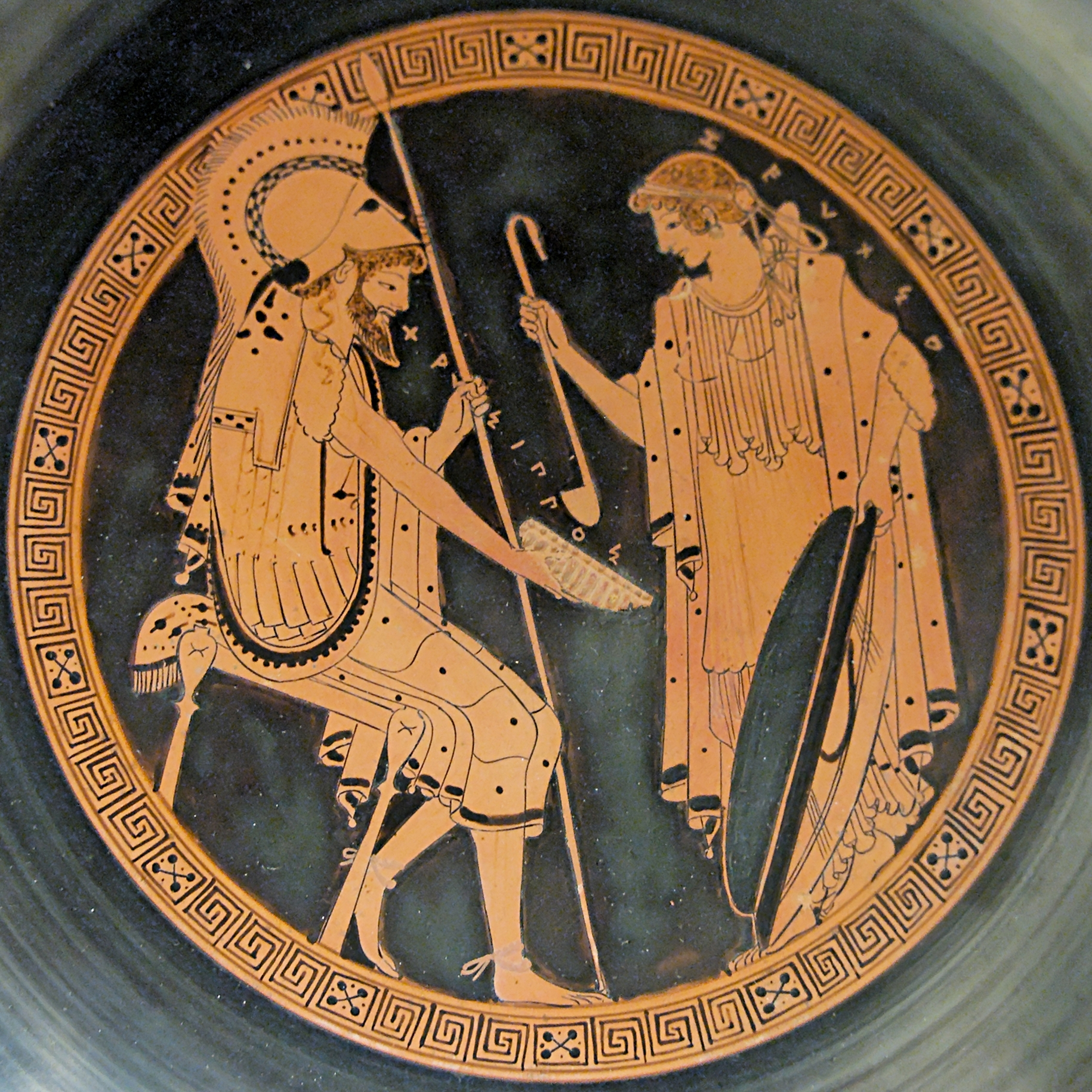
Zeuxo verse du vin à Chrysippe. Intérieur d'un kylix attique à figures rouges, ca. 490-480 av. J.-C. De Capoue.

Dans la mythologie grecque, Chrysippe (en grec ancien Χρύσιππος / Khrúsippos) est un héros divin, fils de Pélops (roi de Pise en Élide) et de la nymphe Danaïs.
Lorsque Laïos, chassé de Thèbes, se réfugie à la cour de Pise, Pélops le charge d'apprendre à son fils Chrysippe à conduire un char. Mais Laïos s'éprend de son jeune élève, l'enlève et le viole ; cet acte pédérastique est à l'origine de la malédiction d'Apollon, que Pélops avait appelée sur Laïos et sa descendance.
Les traditions divergent sur sa mort : 
- Soit Chrysippe se suicide par honte en se pendant ou par l'épée[1] ;
- Soit il est tué par ses demi-frères Atrée et Thyeste sur la demande de leur mère, Hippodamie, qui le jettent dans un puits ;
- ou Hippodamie le tue elle-même puis se suicide.